# Бульвар (фильм)
«Бульвар» (англ. Boulevard; другое название — «На панели») — художественный фильм, криминальная драма режиссёра Пенелопы Бьюитеньюи.

## Сюжет
Юная Дженнифер бежит от своего драчуна-возлюбленного в Торонто, оставив новорожденную дочь на попечение чужих людей. Её подбирает на улице проститутка Ола. Солидарность с подругой приводит Дженнифер на панель… Где её ждет крутой сутенер Хассан, и прочая нечисть. В отличие от Кати Масловой, Дженнифер сама сдает сводника-убийцу полицейскому (Л.Хенриксен).

## В ролях
- Лу Даймонд Филлипс — Хассан
- Рэй Дон Чонг — Ола
- Лэнс Хенриксен — Макларен
- Кэри Вюрер — Дженнифер
- Джоэл Биссонетт — Джей-Род
- Джудит Скотт — Шейла
- Амбер Лиа Уэстон — Деби
- Грегг Кэмпбелл — Коко
- Кэти Гриффен — Лоррейн
- Маршия Беннетт
- Майкл Эрик Крамер